# Bezpráví (odbočka)
Bezpráví (nebo též Odb Bezpráví) je odbočka, která se nachází v km 261,200 dvoukolejné trati Praha – Česká Třebová. Účelem odbočky je zvýšení propustnosti trati mezi stanicemi Brandýs nad Orlicí a Ústí nad Orlicí v případě výluk a mimořádností. Odbočka se nachází poblíž zrušené zastávky Bezpráví v údolí Tiché Orlice mezi vesnicemi Říčky a Sudislav nad Orlicí, leží v katastrálním území Dobrá Voda u Orlického Podhůří.

## Historie
Provizorní odbočka stejného jména již mezi Brandýsem nad Orlicí a Ústím nad Orlicí fungovala v období od dubna do září 2000. Tehdy sloužila pro zvýšení propustnosti při rekonstrukci pěti mostních objektů v úseku mezi odbočkou a Brandýsem nad Orlicí. Stabilní odbočka byla vybudována v roce 2021 a aktivována 17. října 2021.

## Popis odbočky
Odbočka je vybavena elektronickým stavědlem ESA 11. Odbočka je trvale neobsazena a je dálkově ovládána z CDP Praha, případně z pracoviště pohotovostního výpravčího v Ústí nad Orlicí. V místě odbočky (v km 261,200) je umístěn pouze technologický domek se stavědlovou ústřednou zahrnující technologickou a zadávací část zabezpečovacího zařízení.
V odbočce jsou celkem čtyři výhybky ve dvou spojkách mezi traťovými kolejemi. Odbočka má atypicky nejen vjezdová, ale rovněž odjezdová návěstidla, která jsou umístěna ve směru jízdy od Ústí do Brandýsa až za spojkami, v opačném směru před spojkami. Ve směru od Brandýsa nad Labem začíná odbočka vjezdovými návěstidly 1S (v km 262,708) a 2S (v km 262,723), končí vjezdovými návěstidly opačného směru 1L a 2L, která jsou umístěna v km 260,267. V prostoru odbočky mezi spojkami se nachází železniční přejezd P4886 vybavený světelným přejezdovým zabezpečovacím zařízením se závorami. Jedná se o přejezd na místní komunikaci mezi Ústím nad Orlicí a Klopoty.

## Galerie

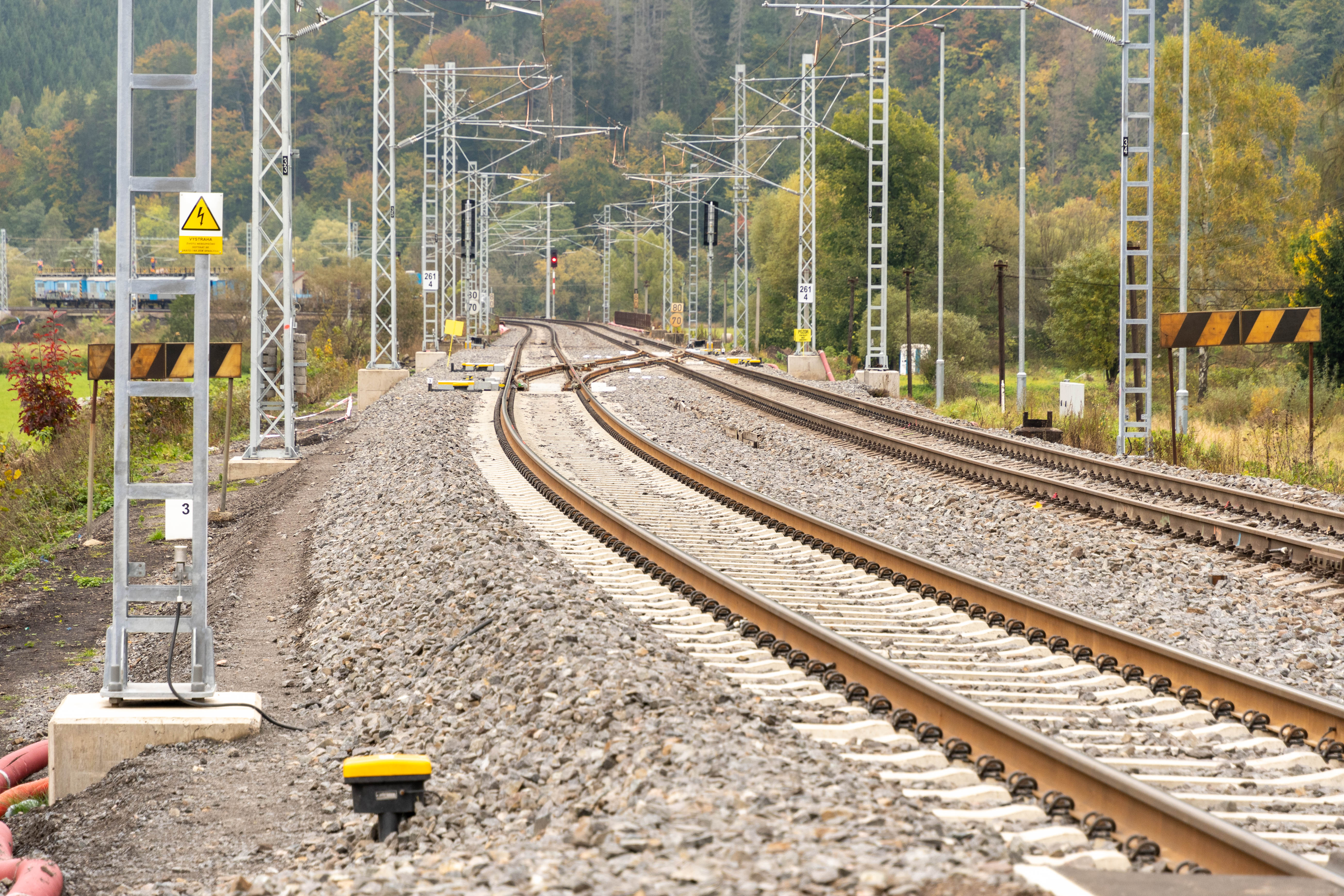
Brandýské zhlaví odbočky
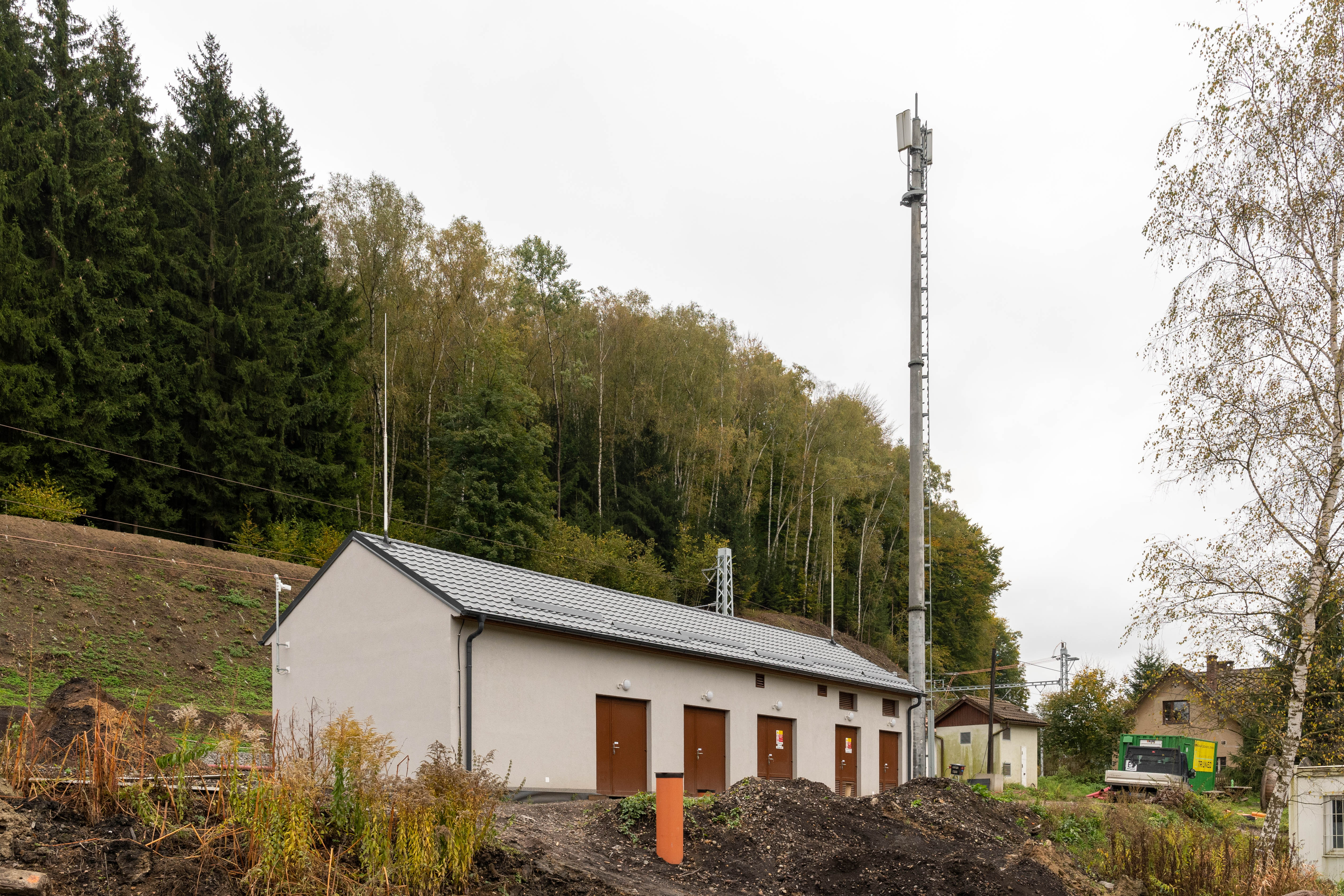
Technologická budova odbočky
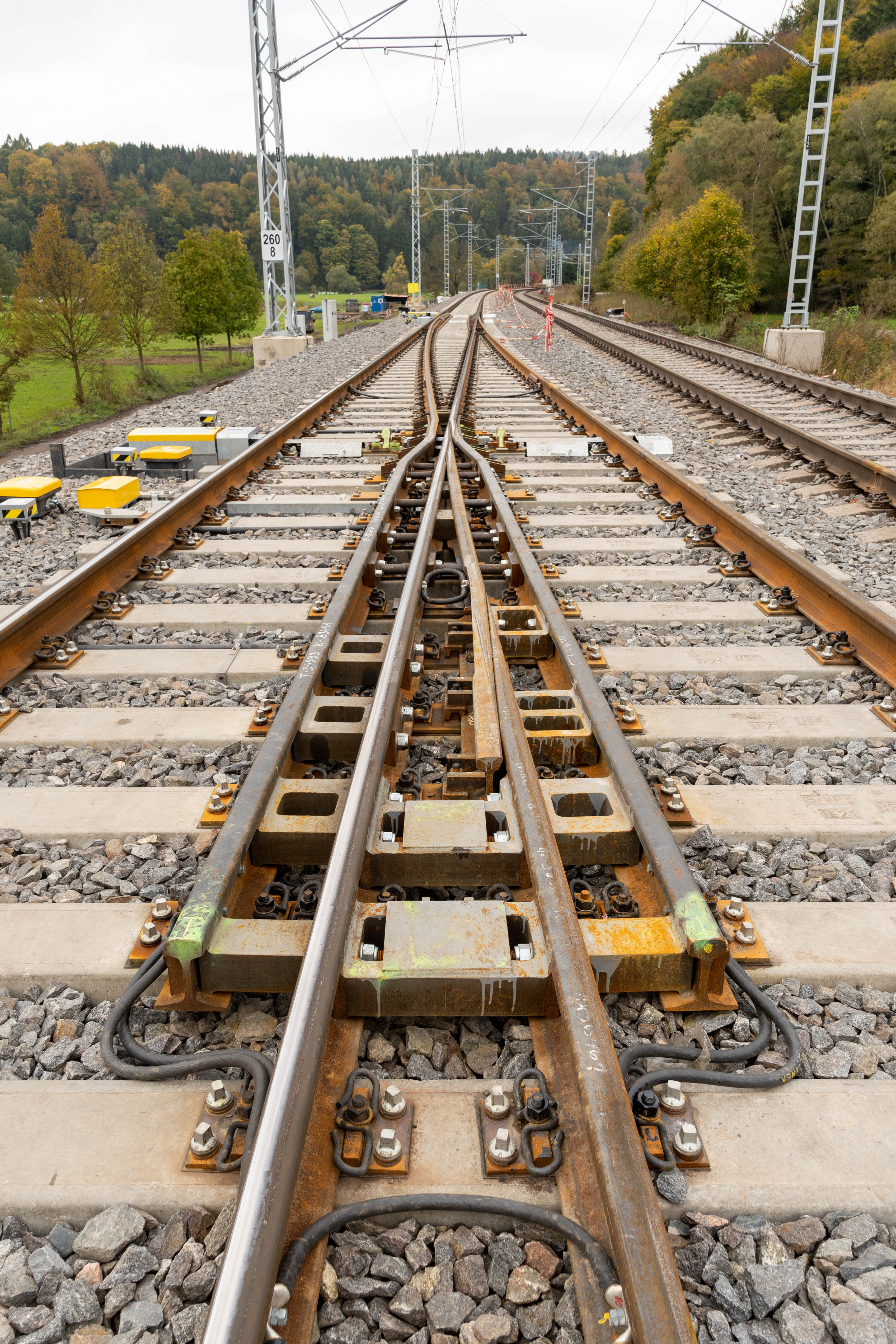
Výhybka s pohyblivým hrotem srdcovky
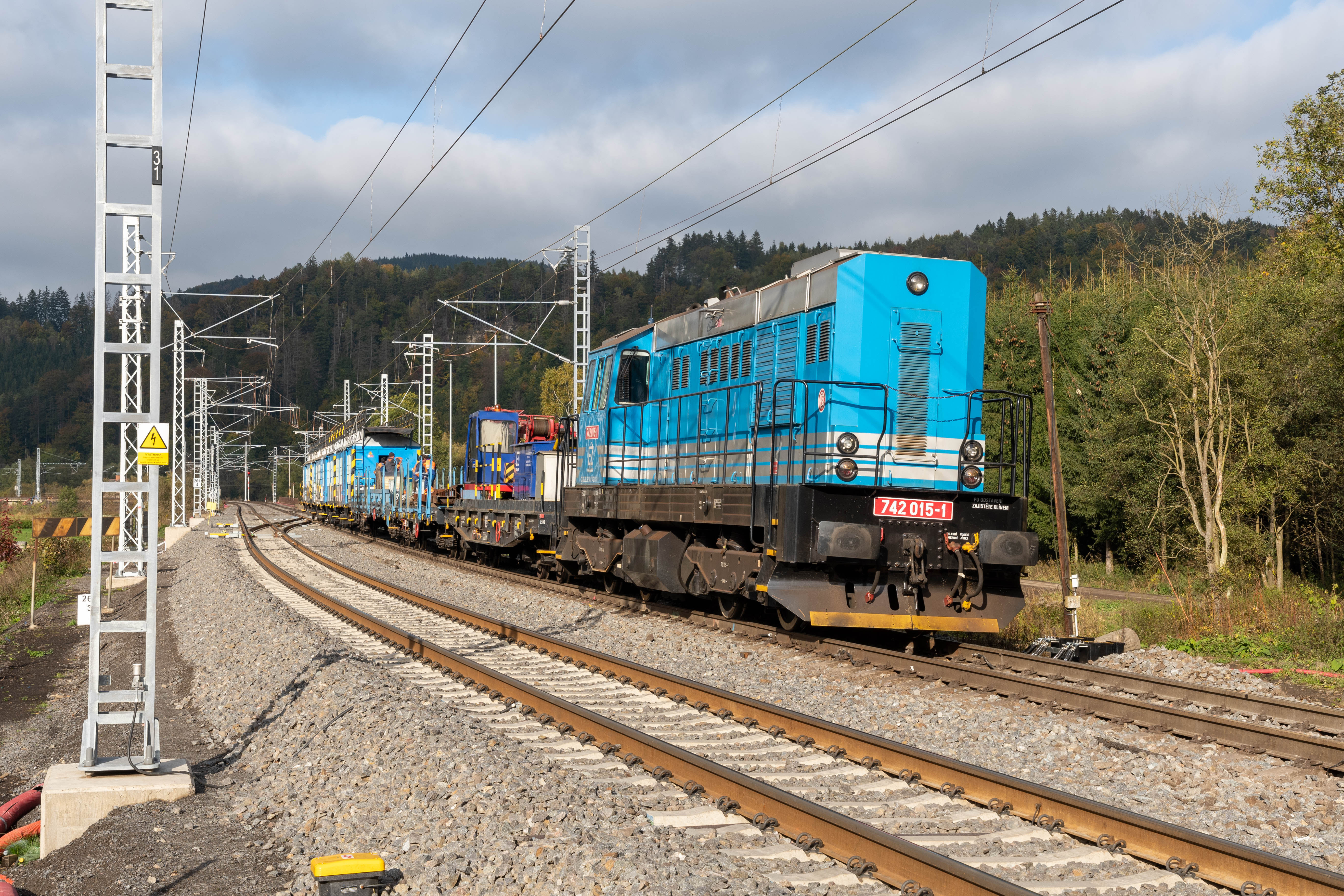
Lokomotiva 742 015-1 společnosti Elektrizace železnic při montáži trakčního vedení u brandýského zhlaví
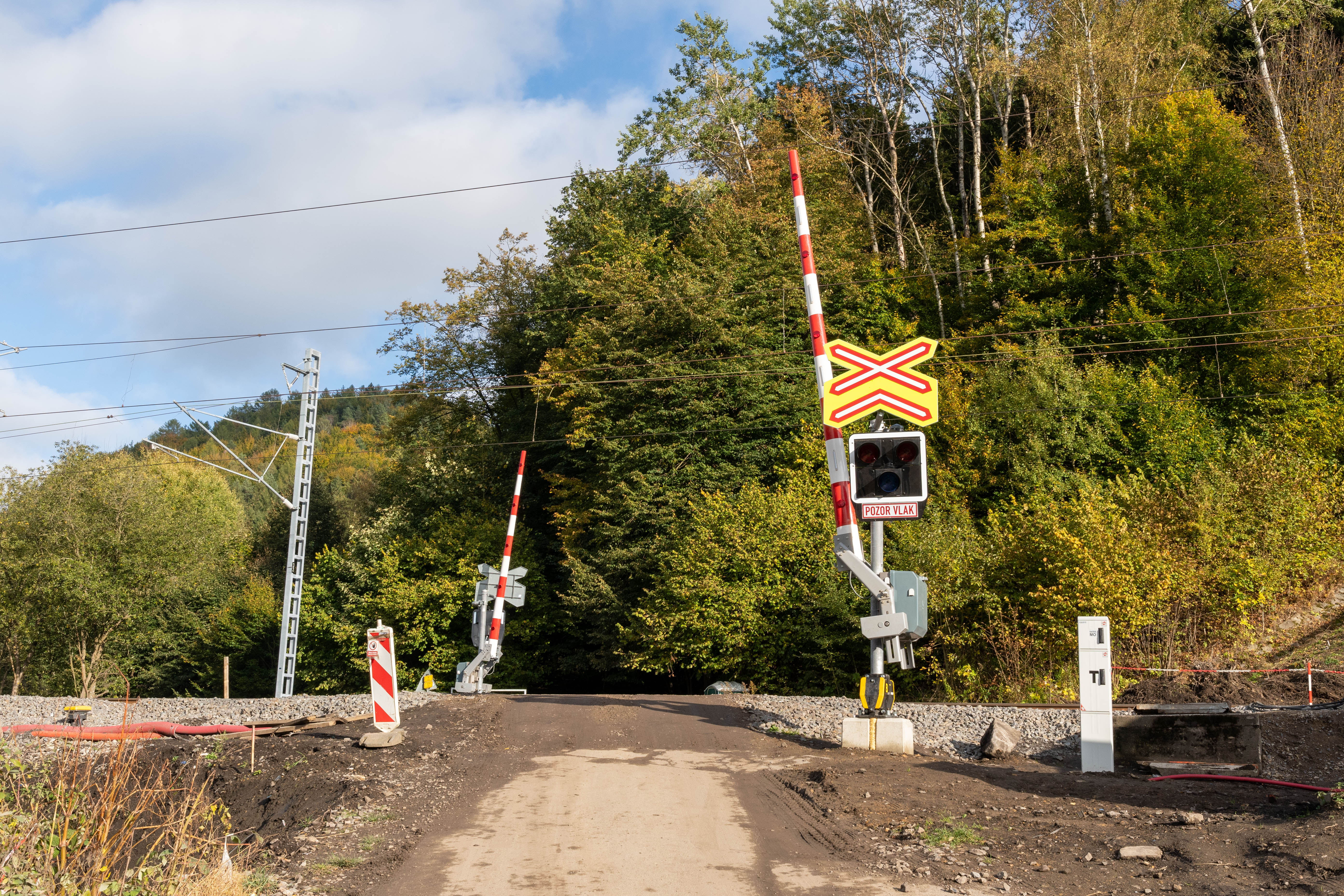
Přejezd P4886 v obvodu odbočky